# Kabinet-Auerswald
Dit artikel geeft een overzicht van het kabinet onder Rudolf von Auerswald (25 juni 1848 - 21 september 1848) in Pruisen.
| Functie              | Persoon                               | Van           | Tot               |
| -------------------- | ------------------------------------- | ------------- | ----------------- |
| Minister-president   | Rudolf von Auerswald                  | 25 juni 1848  | 21 september 1848 |
| Buitenlandse Zaken   | Rudolf von Auerswald                  | 25 juni 1848  | 21 september 1848 |
| Financiën            | David Hansemann                       | 29 maart 1848 | 21 september 1848 |
| Onderwijs en Cultuur | Johann Karl Rodbertus                 | 25 juni 1848  | 3 juli 1848       |
| Onderwijs en Cultuur | Adalbert von Ladenberg                | 3 juli 1848   | 19 december 1850  |
| Handel               | Karl August Milde                     | 25 juni 1848  | 21 september 1848 |
| Justitie             | Karl Anton Maerker                    | 25 juni 1848  | 21 september 1848 |
| Binnenlandse Zaken   | Friedrich Christian Hubert Kühlwetter | 3 juli 1848   | 21 september 1848 |
| Oorlog               | Ludwig von Roth von Schreckenstein    | 16 juni 1848  | 21 september 1848 |
| Landbouw             | Rudolf Eduard Julius Gierke           | 25 juni 1848  | 21 september 1848 |

Arnim-Boitzenburg · Camphausen · Auerswald · Pfuel · Brandenburg · Ladenberg · Manteuffel · Hohenzollern-Sigmaringen · Hohenlohe-Ingelfingen · Bismarck I · Roon · Bismarck II · Caprivi · Eulenburg · Hohenlohe-Schillingsfürst · Bülow · Bethmann Hollweg · Michaelis · Hertling · Baden · Hirsch/Ströbel · Hirsch · Braun I · Stegerwald · Braun II · Marx · Braun III